# Teatro Biondo
Le Teatro Biondo est une salle de spectacle située à Palerme en Sicile. Elle a été ouverte en 1903. Elle doit son nom aux frères Biondo, qui furent les mécènes de sa construction.

## Historique
La construction du théâtre, situé sur la via Roma, au centre historique de Palerme fut décidée en 1899 et débuta en juin 1902. Théâtre dans le pur style du XVIIe siècle, est aménagé par Li Vigni. L'inauguration du Teatro Biondo fut faite le 15 octobre 1903 par Margherita Biondo, épouse d'Andrea Biondo, qui invita un illustre acteur italien de cette époque Ermete Novelli pour lancer le théâtre et marquer l'évènement. La compagnie de Novelli joua quatre soirs de suite quatre pièces différentes :  Le Père Lebonnard de Jean Aicard, puis il Burbero Benefico de Carlo Goldoni, Le Marchand de Venise de Shakespeare et enfin le dernier soir Louis XI de Casimir Delavigne.
En 1989, la compagnie Tanztheater Wuppertal de Pina Bausch fit au Teatro Biondo une résidence de trois semaines qui aboutit à la création d'une de ses chorégraphies les plus importantes : Palermo, Palermo, en hommage à la ville.